# Kauã Santos
Kauã Morais Vieira dos Santos (* 11. April 2003 in Vassouras) ist ein brasilianischer Fußballspieler, der als Torhüter für Eintracht Frankfurt spielt.

## Karriere

### Vereine
Santos begann im Alter von sieben Jahren mit Futsal und war zunächst als Feldspieler aktiv. Später wechselte er ins Tor und spielte für Jugendmannschaften des lokalen Fußballvereins Atlético Vassourense. Im Alter von 16 Jahren wechselte er dann in die Jugend von Flamengo Rio de Janeiro.
Im Jahr 2023 unterschrieb Santos einen Vertrag bis 2028 beim deutschen Bundesligisten Eintracht Frankfurt. In der Saison 2023/24 gehörte er zum Kader der ersten Mannschaft, war jedoch hinter Kevin Trapp, Jens Grahl und Simon Simoni als vierter Torhüter vorgesehen. In der Folge kam er für die erste Mannschaft der Eintracht noch nicht zu einem Pflichtspieleinsatz, für die in der Regionalliga Südwest spielende zweite Mannschaft stand er 13-mal zwischen den Pfosten.
Zur Saison 2024/25 stieg er zum zweiten Torhüter hinter Kevin Trapp auf. Am 14. September 2024 absolvierte er beim Bundesliga-Spiel gegen den VfL Wolfsburg sein Pflichtspieldebüt für Eintracht Frankfurt, als er zu Beginn der zweiten Halbzeit für den verletzten Trapp eingewechselt wurde. In den folgenden Wochen bis Mitte Oktober 2024 stand er wegen Trapps Verletzung bei allen Pflichtspielen der Eintracht im Tor und zeigte dabei mehrmals starke Leistungen, unter anderem in der Europa League beim 3:1-Ausswärtssieg gegen Beşiktaş Istanbul sowie in der Bundesliga beim 3:3-Unentschieden gegen den FC Bayern München. Für seine Leistungen wurde er als Bundesliga Rookie des Monats September 2024 ausgezeichnet.
Anfang Oktober 2024 wurde sein Vertrag bei der Eintracht vorzeitig bis zum 30. Juni 2030 verlängert.

### Nationalmannschaft
Santos nahm 2023 mit der brasilianischen U-20 Nationalmannschaft an der U-20-Fußball-Weltmeisterschaft und der U-20-Fußball-Südamerikameisterschaft teil. Bei beiden Turnieren blieb er ohne Einsatz, wobei Brasilien die Südamerikameisterschaft gewann.

## Erfolge
- U20-Südamerikameister: 2023 (ohne Einsatz)
- Rookie des Monats der Fußball-Bundesliga: September 2024